# Anatoma tenuisculpta
Anatoma tenuisculpta is een slakkensoort uit de familie van de Anatomidae. De wetenschappelijke naam van de soort is voor het eerst geldig gepubliceerd in 1877 door Seguenza.